# Jean de La Gessée
Jean de La Gessée (auch: La Jessée; * 1551 in Mauvezin (Gers); † 1596) war ein französischer Dichter.

## Leben und Werk
Jean de La Gessée studierte an der Universität Bordeaux und wurde von Jeanne d’Albret protegiert. Nach der Bartholomäusnacht floh er aus Paris nach Genf, kehrte aber schon bald nach Frankreich zurück. 1583 veröffentlichte er seine „ersten Werke“ auf 1500 Seiten. Charakteristikum seiner Oden ist ihre satirische Schärfe angesichts eines Jahrhunderts der Massaker.

## Werke
- Exécration sur les infracteurs de la paix. Oeuvre extrait du second livre des poëmes de l'auteur. Borel, Paris 1572.
- Le Tombeau de très noble et très excellent prince Claude de Lorraine, duc d'Aumale et pair de France. Rigaud, Lyon 1573.
- La Rochelléide, contenant un nouveau discours sur la ville de la Rochelle, suivant les choses plus mémorables avenues en icelle, et au camp du Roi [Texte imprimé], depuis le commancement du siège jusqu'à la fin du mois de mars dernier, avec une louange des princes, grands seigneurs, et chefs de l'armée. Blaise, Paris 1573.
- Epigrammaton ad principes et magnates Galliae, permultosque alios insignes viros, pro xeniis, libri duo. Prato, Paris 1574.
- La Grasinde de Jean de La Gessée. Corrozet, Paris 1578.
- Les odes-satyres et quelques sonets de Jean de La Gessée. A la royne de Navarre. F. Morel, Paris 1579.
- Discours du temps, de fortune et de la mort. P. Chevillot, Paris 1579.
- La Flandre à Monseigneur plus XIIII sonnetz françoys et quelques vers latins. Antwerpen 1582. François, duc de Brabant et d'Anjou, frère du roi Henri II
- Les premieres oeuvres françoyses de Jean de la Jessée. Christofle Plantin, Antwerpen 1583.
- La philosophie morale et civile du sieur de La Jessée. F. Morel, Paris 1595.
- (mit Jean de Léry) Relations du siège de Sancerre en 1573. Vermeil, Bourges 1842. (zuerst Lyon 1573)
- Les jeunesses. Hrsg. Guy Demerson (1928–2020). Klincksieck, Paris 1991. (mit Biografie und Bibliografie von Jean-Philippe Labrousse)
- Le tombeau de feu notre seigneur Henri de Foix. C. Lacour, Nîmes 2002. (zuerst 1573)